# 内蒙古自治区公安厅安康医院
内蒙古自治区公安厅安康医院始建于1987年，隶属于内蒙古自治区公安厅，位于呼和浩特市赛罕区金河镇碾格图村。该医院是一所安康医院，主要负责强制收治肇事肇祸精神病人，并负责进行精神疾病司法鉴定工作。该医院加挂内蒙古自治区精神疾病司法鉴定委员会牌子，但自2009年腐败窝案爆出后，该医院精神疾病司法鉴定工作便实际停止了。

## 腐败窝案
2009年，该医院在精神疾病司法鉴定工作中爆出集体受贿制造假鉴定结论的丑闻。安康医院副院长、副主任医师、内蒙古自治区精神疾病司法鉴定委员会技术鉴定组成员张建平，安康医院主任医师、内蒙古自治区精神疾病司法鉴定委员会技术鉴定组成员达日玛，安康医院鉴定科科长赵云被提起公诉。内蒙古自治区呼和浩特市赛罕区人民法院做出一审判决，认定三人受贿罪成立，判处张建平、达日玛有期徒刑各9年，赵云有期徒刑2年。后该案提交内蒙古自治区呼和浩特市中级人民法院二审。
据报道，该医院自成立后，由于长期受到财政拨款短缺的影响，不得不自谋生路，通过开展精神疾病司法鉴定缓解资金紧张。由于安康医院隶属内蒙古自治区公安厅，而绝大部分精神疾病司法鉴定的委托人都是该公安厅下属的各级公安机关，使得其鉴定结果的独立公正性饱受质疑。再加上《刑事诉讼法》对鉴定人的规定不完善，导致腐败分子在鉴定中有机可乘。